# زادسپرم
زادسپرم یا زاتسپرم پسر گشن جم، یکی از پیشوایان زرتشتی دوره عباسیان و دستور کرمان و سیرجان بود. وی در حدود سده سوم هجری می‌زیست و پدرش گشن جم شاپوران نیز از موبدان بنام آن دوره بود. شهرت وی بدلیل نوشتن کتابی بود در فقه زرتشتی که به گزیده‌های زادسپرم نامور شد.
زادسپرم در این کتاب تلاش در آسان‌سازی احکام زرتشتی و ساده نمودن آن‌ها داشته است. این نوآوری موجب اعتراض برخی موبدان و نویسندگان زرتشتی شد تا حدی که برادر وی منوچهر کتابی موسوم به نامه‌های منوچهر در رد بدعت‌های وی نگارش نمود.